# Blankenburg (Rozenburg)

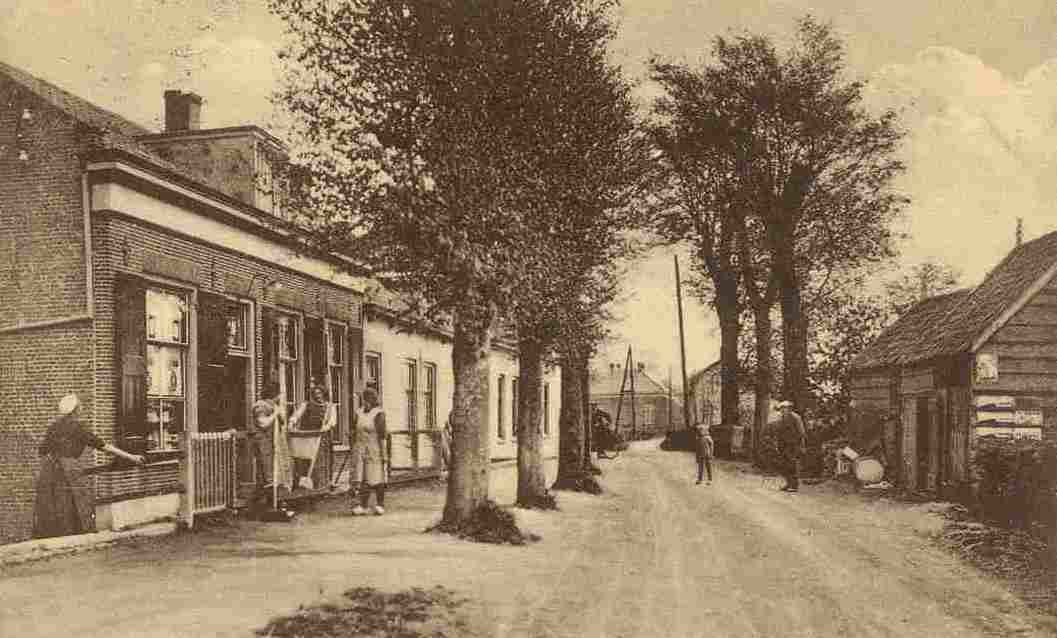
Blankenburg ca 1925

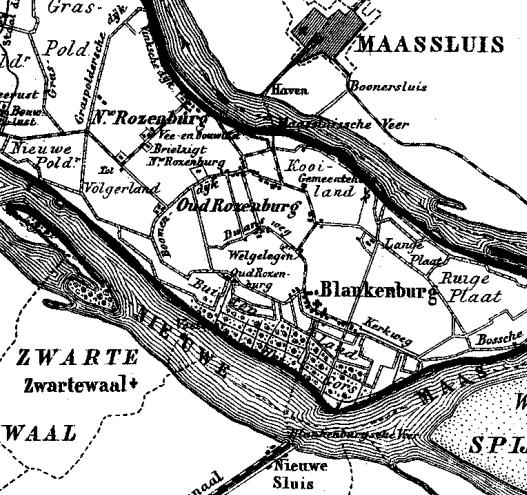
Ligging van Blankenburg in 1867

Blankenburg is een voormalig dorp dat gelegen was op het Nederlandse eiland Rozenburg. Het bevond zich ten westen van Rotterdam en ten zuidoosten van het dorp Rozenburg en maakte deel uit van de gelijknamige eilandpolder Blankenburg, die ontstond toen rond 1600 een al veel langer bestaande slikplaat in de Maasmonding werd ingepolderd. Al snel daarna vormde het één eiland met Rozenburg en nog enkele bedijkte platen in de Maas. Het in de zeventiende eeuw ontstane dorp werd begin jaren 1960 geheel verlaten vanwege de aanleg van de Botlek.

## Geschiedenis
Een van de eerste bewoners van het eiland was Willem Pietersz. Moerman (ca.1575-1648), een tijdens de Tachtigjarige Oorlog vanuit Blankenberge in Vlaanderen uitgeweken boer, vogelaar en jager. Waarschijnlijk is hij degene die het eiland de naam Blankenburg gaf, naar zijn geboortegrond. Binnen honderd jaar groeide de nederzetting uit tot een dorp met een eigen kerk en gerechtsgebouw.
Tot het begin van de 20e eeuw was het dorp Blankenburg het centrum van het eiland. Hier stonden de kerk, de school en het rechthuis. Ook was er een veerverbinding over de Brielse Maas met Nieuwesluis op Voorne-Putten. Na 1900 kwam het centrum steeds meer aan de Maassluise kant van het eiland te liggen, in het dorp dat de naam Rozenburg kreeg maar aanvankelijk 'De Buurt' werd genoemd.
Blankenburg was tot 1965 een dorp van ongeveer 400 inwoners en 130 huizen die langs diverse dijkjes waren gebouwd. In 1960 begon de onteigening van de huizen en boerderijen door de gemeente Rotterdam ten behoeve van de aanleg van de Botlek. In 1965 vertrok de laatste bewoner. Het grotendeels gesloopte dorp verdween onder een vijf meter dikke opgespoten zandlaag.
Op de plaats waar ooit Blankenburg lag staat nu het complex van chemiebedrijf Huntsman, dat eerder behoorde tot het ICI-concern.

## Herinnering
De Rotterdamse band The Amazing Stroopwafels schreef een lied over het dorp.
De naam 'Blankenburg' leeft verder onder andere voort in de naam van de voetbalvereniging FC Blankenburg, de tweede voetbalvereniging van Rozenburg. Ook de naam van de Blankenburgverbinding verwijst naar de voormalige polder.